# Израильско-португальские отношения
Израильско-португальские отношения — двусторонние международные дипломатические, культурные, военные, политические и иные отношения между Португалией и Израилем.
Отношения между двумя странами были установлены в 1977 года. У Израиля есть посольство в Лисабоне, а у Португалии — посольство в Тель-Авиве.

## История
Режим Estado Novo не признавал независимость Израиля. Полноценные дипломатические отношения между двумя странами были установлены только в 1977 году после португальской революции 1974 года.
После принятия в 2015 году закона о гражданстве, Израиль стал второй страной в списке по количеству человек, граждане которой подали просьбы на восстановление португальского гражданства. По официальным данным примерно треть из 33 000 заявок потомков изгнанных с Пиренейского полуострова в XV веке сефардских евреев были удовлетворены.
В декабре 2019 года израильский премьер Биньямин Нетаньяху посетил Португалию с официальным двухдневным визитом. В рамках визита он провёл переговоры со своим португальским коллегой Антониу Коштой, а также с министром иностранных дел Португалии Аугусту Сантушем Силвой.
21 декабря 2020 года премьер-министр Биньямин Нетаниягу встретился в своей канцелярии в Иерусалиме с министром иностранных дел Португалии Аугушто Сантушем Силвой. Стороны обсудили развитие двусторонних соглашений.
В ноябре 2023 года на фоне продолжающейся военной операции «Железные мечи» президент Португалии Марсело Ребело де Соуза поддержал Израиль. На форуме «Дипломатический базар» он встретился с посланником Палестинской администрации и отверг жалобы последнего на действия Израиля.

## Евреи в Португалии
В январе 2021 года в городе Порту открылся музей жертв Холокоста, построенный еврейской общиной страны, которая насчитывает 3100 человек.
В феврале 2024 года президент Португалии Марселу де Соуза подписал поправки к закону, ужесточающие критерии для предоставления португальского гражданства потомкам сефардских евреев, выдворенных из страны в конце XV века. После вступления этих поправок в силу нужно не только доказать свою связь с еврейской общиной Португалии, но и прожить в стране не менее трёх лет. Необходимость внести поправки в закон возникли после скандала, вызванного предоставлением гражданства Роману Абрамовичу.